# Boala Gaucher
Boala Gaucher (lipoidoza cu cerebrozide) este o tulburare ereditară a metabolismului glucocerebrozidelor (lipidele se acumulează la nivelul celulelor și a altor organe), ce apare de obicei la sugar și se caracterizează prin paralizie bulbară, retard mental, opistotonus, hepato- și splenomegalie, fracturi osoase, anomalii scheletale, anemie, umflarea nodulilor limfatici. 
Cauzele bolii sunt deficitul ereditar de beta-glucozidază (gluzocerebrozidază) și acumularea de glucocerebrozide. Deficitul enzimei duce la acumularea glucocerebrozidelor, în special în celulele albe ale sângelui. Glucocerebrozidele se pot acumula în splină, ficat, rinichi, plămâni, creier și măduva osoasă. 
Boala este cauzată de o mutație recesivă a unei gene situate pe cromozomul uman 1, fiind destul de răspândită la evreii așchenazi.
Boala poate avea complicații precum:întârzierea creșterii la copii,boala Parkinson,cancere precum mielom,leucemie sau limfom.